# Campionati del mondo di atletica leggera 2022 - Lancio del martello femminile
La gara del lancio del martello femminile dei campionati del mondo di atletica leggera 2022 si è svolta tra il 15 e il 17 luglio all'Hayward Field di Eugene, negli Stati Uniti d'America.

## Podio
| Pos.    | Atleta             | Nazionalità | Misura  |
| ------- | ------------------ | ----------- | ------- |
| Oro     | Brooke Andersen    | Stati Uniti | 78,96 m |
| Argento | Camryn Rogers      | Canada      | 75,52 m |
| Bronzo  | Janee' Kassanavoid | Stati Uniti | 74,86 m |

## Situazione pre-gara

### Record
Prima di questa competizione, il record del mondo (RM) e il record dei campionati (RC) erano i seguenti.
| Record                | Prestazione | Atleta                   | Data                             | Competizione  |
| --------------------- | ----------- | ------------------------ | -------------------------------- | ------------- |
| Record mondiale       | 82,98 m     | Anita Włodarczyk Polonia | 28 agosto 2016 Varsavia, Polonia |               |
| Record dei campionati | 80,85 m     | Anita Włodarczyk Polonia | 27 agosto 2015 Pechino, Cina     | Mondiali 2015 |

### Campioni in carica
I campioni in carica, a livello mondiale e olimpico, erano:
| Campione | Atleta                   | Prestazione | Data                          | Competizione         |
| -------- | ------------------------ | ----------- | ----------------------------- | -------------------- |
| Olimpico | Anita Włodarczyk Polonia | 78,48 m     | 3 agosto 2021 Tokyo, Giappone | Giochi olimpici 2021 |
| Mondiale | DeAnna Price Stati Uniti | 77,54 m     | 28 settembre 2019 Doha, Qatar | Mondiali 2019        |

### La stagione
Prima di questa gara, le atlete con le migliori tre prestazioni dell'anno erano:
| Pos. | Atleta                         | Prestazione | Data                               |
| ---- | ------------------------------ | ----------- | ---------------------------------- |
| 1    | Brooke Andersen Stati Uniti    | 79,02 m     | 30 aprile 2022 Tucson, Stati Uniti |
| 2    | Anita Włodarczyk Polonia       | 78,06 m     | 7 maggio 2022 Nairobi, Kenya       |
| 3    | Janee' Kassanavoid Stati Uniti | 80,56 m     | 21 maggio 2022 Tucson, Stati Uniti |

## Risultati

### Qualificazione
Qualificazione: le atlete che raggiungono i 73,50 m (Q) o le migliori 12 misure (q).
| Pos. | Gruppo | Atleta                      | Nazionalità   | 1ª prova | 2ª prova | 3ª prova | Misura | Note |
| ---- | ------ | --------------------------- | ------------- | -------- | -------- | -------- | ------ | ---- |
| 1    | A      | Janee' Kassanavoid          | Stati Uniti   | 74,46    |          |          | 74,46  | Q    |
| 2    | B      | Brooke Andersen             | Stati Uniti   | 74,37    |          |          | 74,37  | Q    |
| 3    | A      | Krista Tervo                | Finlandia     | 68,35    | 73,83    |          | 73,83  | Q    |
| 4    | A      | Camryn Rogers               | Canada        | 73,67    |          |          | 73,67  | Q    |
| 5    | B      | Annette Echikunwoke         | Stati Uniti   | 69,38    | 72,60    | 66,65    | 72,60  | q    |
| 6    | B      | Sara Fantini                | Italia        | 69,20    | 71,76    | 72,38    | 72,38  | q    |
| 7    | B      | Silja Kosonen               | Finlandia     | 70,68    | 72,15    | 71,92    | 72,15  | q    |
| 8    | B      | Bianca Ghelber              | Romania       | 69,36    | 70,39    | 72,00    | 72,00  | q    |
| 9    | B      | Jillian Weir                | Canada        | 69,04    | 72,00    | x        | 72,00  | q    |
| 10   | A      | Luo Na                      | Cina          | 68,80    | 71,36    | 71,01    | 71,36  | q    |
| 11   | A      | Hanna Skydan                | Azerbaigian   | 70,93    | 70,71    | x        | 70,93  | q    |
| 12   | A      | Grete Ahlberg               | Svezia        | 69,28    | 68,20    | 70,87    | 70,87  | q    |
| 13   | A      | Lauren Bruce                | Nuova Zelanda | x        | 68,92    | 70,86    | 70,86  |      |
| 14   | A      | Li Jiangyan                 | Cina          | 69,61    | 70,50    | x        | 70,50  |      |
| 15   | B      | Malwina Kopron              | Polonia       | 68,46    | x        | 70,50    | 70,50  |      |
| 16   | B      | Julia Ratcliffe             | Nuova Zelanda | 64,53    | x        | 69,96    | 69,96  |      |
| 17   | A      | Zalina Marghieva            | Moldavia      | x        | 68,78    | 69,73    | 69,73  |      |
| 18   | A      | Alexandra Hulley            | Australia     | 64,46    | 68,83    | 68,49    | 68,83  |      |
| 19   | A      | Laura Redondo               | Spagna        | 67,82    | 68,67    | 68,04    | 68,67  |      |
| 20   | B      | Katrine Koch Jacobsen       | Danimarca     | 66,23    | 66,16    | 68,51    | 68,51  |      |
| 21   | B      | Zhao Jie                    | Cina          | 65,89    | x        | 68,18    | 68,18  |      |
| 22   | B      | Iryna Klymets               | Ucraina       | 68,12    | x        | 67,72    | 68,12  |      |
| 23   | B      | Suvi Koskinen               | Finlandia     | 66,30    | 67,98    | 65,96    | 67,98  |      |
| 24   | B      | Vanessa Sterckendries       | Belgio        | 66,24    | x        | 67,88    | 67,88  |      |
| 25   | A      | Samantha Borutta            | Germania      | 67,48    | 67,30    | 66,91    | 67,48  |      |
| 26   | B      | Stamatia Scarvelis          | Grecia        | 67,20    | 66,56    | 64,39    | 67,20  |      |
| 27   | A      | Oyesade Olatoye             | Nigeria       | 62,53    | 65,71    | 64,82    | 65,71  |      |
| 28   | A      | Beatrice Nedberge Llano     | Norvegia      | 64,57    | 64,81    | x        | 64,81  |      |
| 29   | B      | Mariana Grasielly Marcelino | Brasile       | 62,53    | 64,72    | 61,53    | 64,72  |      |
| 30   | A      | Nicole Bradley              | Nuova Zelanda | x        | 62,88    | x        | 62,88  |      |

### Finale
| Pos.    | Atleta              | Nazionalità | 1ª prova | 2ª prova | 3ª prova | 4ª prova | 5ª prova | 6ª prova | Misura | Note |
| ------- | ------------------- | ----------- | -------- | -------- | -------- | -------- | -------- | -------- | ------ | ---- |
| Oro     | Brooke Andersen     | Stati Uniti | 74,81    | x        | 72,74    | 77,42    | 77,56    | 78,96    | 78,96  |      |
| Argento | Camryn Rogers       | Canada      | 72,61    | x        | 75,52    | 75,18    | 75,05    | 74,36    | 75,52  |      |
| Bronzo  | Janee' Kassanavoid  | Stati Uniti | x        | 74,86    | x        | 74,75    | 74,24    | 74,75    | 74,86  |      |
| 4       | Sara Fantini        | Italia      | 71,45    | 73,18    | 70,80    | x        | 71,05    | 71,04    | 73,18  |      |
| 5       | Jillian Weir        | Canada      | 67,24    | 68,66    | 70,46    | x        | 70,64    | 72,41    | 72,41  |      |
| 6       | Bianca Ghelber      | Romania     | 70,09    | 72,26    | 70,83    | 70,25    | x        | x        | 72,26  |      |
| 7       | Silja Kosonen       | Finlandia   | 69,46    | 70,32    | 70,49    | 70,81    | x        | 70,75    | 70,81  |      |
| 8       | Luo Na              | Cina        | 69,89    | 69,57    | 70,42    | x        | 70,13    | x        | 70,42  |      |
| 9       | Grete Ahlberg       | Svezia      | 69,39    | 68,61    | 70,11    |          |          |          | 70,11  |      |
| 10      | Krista Tervo        | Finlandia   | x        | 69,04    | x        |          |          |          | 69,04  |      |
| 11      | Hanna Skydan        | Azerbaigian | 65,62    | 64,76    | 69,01    |          |          |          | 69,01  |      |
| 12      | Annette Echikunwoke | Stati Uniti | 68,12    | 66,66    | x        |          |          |          | 68,12  |      |